# 臺灣毛肩長蝽
臺灣毛肩長蝽（学名：Neolethaeus formosanus）为長蝽科毛肩長蝽屬下的一个种。其种加词“formosanus”意为“台湾的”。